# 10262 Samoilov
10262 Samoilov eller 1975 TQ3 är en asteroid i huvudbältet som upptäcktes den 24 oktober 1975 av den ryska astronomen Ljudmila Tjernych vid Krims astrofysiska observatorium på Krim. Den är uppkallad efter den sovjetisk-ryske skådespelaren Jevgenij Samojlov (1912–2006).
Asteroiden har en diameter på ungefär elva kilometer och tillhör asteroidgruppen Eunomia.